# Pastinaca sylvestris
Pastinaca sylvestris là một loài thực vật có hoa trong họ Hoa tán. Loài này được Mill. mô tả khoa học đầu tiên.